# 乳酸甲酯
乳酸甲酯是一种有机化合物，化学式为CH3CH(OH)CO2CH3，它是无色液体，是最简单的手性酯。它可由乳酸（或聚乳酸）和甲醇在催化下加热反应得到。